# Булдерс, Роландс
Роландс Булдерс (латыш. Rolands Bulders; 12 марта 1965) — советский и латвийский футболист, полузащитник и нападающий. Выступал за сборную Латвии.

## Биография

### Клубная карьера
Начал взрослую карьеру в 1983 году, сыграв за два сезона 9 матчей во второй лиге СССР за клуб из родного города — «Звейниекс». Затем несколько лет не выступал в соревнованиях мастеров. В 1989 году вернулся в «Звейниекс» (с 1990 года — «Олимпия»), где в течение двух сезонов был игроком основы. В начале 1991 года перешёл в рижскую «Пардаугаву», выступавшую в первой лиге, за три месяца сыграл 12 матчей, в большинстве из них выходил на замену. Летом 1991 года перешёл в РАФ (Елгава), игравший во второй низшей лиге, за полсезона забил 14 голов.
Первый сезон после распада СССР начал в родном городе в составе «Олимпии», однако летом вернулся в РАФ, оба клуба выступали в высшей лиге Латвии. В составе РАФа стал участником проигранного «золотого матча» против «Сконто» и как следствие — серебряным призёром чемпионата.
Следующие несколько лет провёл за границей — был на просмотре в английском «Чарльтон Атлетик», играл в шведских клубах «Кируна» и «Браге» и в команде высшего дивизиона Венгрии «Штадлер». Победитель третьего дивизиона Швеции 1993 года.
В 1997 году вернулся на родину и в течение трёх лет играл за «Металлург» (Лиепая). С этим клубом становился серебряным призёром чемпионата страны (1998, 1999), а в 1998 году с 13 голами занял пятое место среди бомбардиров. Принимал участие в играх еврокубков, в 1998 году сделал хет-трик в матче с исландским «Кеблавиком» (4:2). В 2000 году играл за «Вентспилс», с которым снова завоевал серебряные медали.
После окончания профессиональной карьеры некоторое время работал тренером с юношескими командами в Лиепае. Затем перебрался в Швецию, где в возрасте за 50 лет участвовал в любительских соревнованиях, а также работал тренером.

### Карьера в сборной
В ноябре 1991 года в составе сборной Латвии принимал участие в Кубке Балтии и сыграл 2 матча, которые считаются неофициальными.
8 апреля 1992 года вышел на поле в матче против Румынии, который считается первым официальным матчем сборной Латвии после восстановления независимости. 21 февраля 1993 года забил свой первый гол за сборную — в ворота Эстонии. Всего в 1992—1999 годах сыграл 33 матча и забил 3 гола (все три — в ворота эстонцев).

## Достижения
- Серебряный призёр чемпионата Латвии: 1992, 1998, 1999, 2000